# 尖帽草
尖帽草（学名：Mitrasacme indica）为马钱科尖帽草属下的一个种。株高不到6厘米，茎4棱，叶片细窄，长约6毫米，宽约2毫米，米粒般大小的花上有花瓣4枚。
种名indica意为印度的。